# Ulric d'Urselingen
Ulric d'Urselingen fou un senyor feudal alemany del segle xii.
Aquest cavaller portava el nom d'Urselingen, però va prendre llavors el nom del castell de Rappolstein que ho ve era un feu de la seva mare o l'havia rebut en feu el seu pare Egelolf I d'Urselingen, on s'havia establert. i el va transmetre als seus descendents. Aquest nom figura en un diploma de l'emperador Enric VI de l'any 1189.
De la seva esposa Elisabet va deixar dos fills: Anselm I dit el Savi que va morir després de 1136 sense deixar posteritat de Sigeberta, filla de Sigebert de Werde, landgravi de la Baixa Alsace; i Egelolf II de Rappolstein que segueix.